# Verschlaufung
Eine Verschlaufung (englisch entanglement) ist in der Polymerphysik eine überkreuzartige transiente oder permanente physikalische Verknüpfung zwischen zwei kettenförmigen Makromolekülen in einem polymeren Material während eines experimentellen Beobachtungszeitraumes. Die kettenförmigen Makromoleküle sind dabei amorph, also nicht Teil eines Kristalls. Die Verschlaufungen bestehen aus ineinander verhakten Schlaufen zweier amorpher kettenförmiger Makromoleküle. Verschlaufungen stellen topologische Restriktionen für die Bewegung kettenförmiger Makromoleküle dar und beeinflussen die Viskosität sowie die Rheologie von Polymerschmelzen und konzentrierten Polymerlösungen. Verschlaufungen halten Makromoleküle auch oberhalb des Glasübergangs physikalisch zusammen. Verschlaufungen sind deutlich schwächer als chemische Vernetzungen und können durch Reptationsbewegungen der involvierten Makromoleküle aufgelöst werden. Man spricht dabei von Entschlaufung. Verschlaufungen können sich jedoch durch die thermische Bewegung der Polymerketten auch wieder neu bilden; es handelt es sich um ein dynamisches Gleichgewicht. 
Verschlaufungen treten auf, wenn die mittlere molare Masse der Makromoleküle im betrachteten polymeren Material oberhalb eines kritischen Schwellenwertes {\displaystyle M_{c}} liegt, was sich unter anderem in einer Änderung der Abhängigkeit der Viskosität des polymeren Materials vom Molekulargewicht äußert (siehe Mark-Houwink-Gleichung). Das statistische Mittel der molaren Masse zwischen zwei Verschlaufungen ist die Verschlaufungsmolmasse {\displaystyle M_{e}}:
{\displaystyle M_{e}=\rho \cdot R\cdot T/G_{n}^{0}}
wobei
- {\displaystyle \rho } - Dichte
- R - Gaskonstante
- T - absolute Temperatur
- {\displaystyle G_{n}^{0}} - Plateaumodul der Steifigkeit des Materials im gummielastischen Plateau bei ungefüllten Thermoplasten.

Die Verschlaufungsmolmasse ist eine Materialkonstante, die in guter Näherung unabhängig ist von der Verzweigungsstruktur, der Molmasse und der Molmassenverteilung, jedoch erhöht wird durch große Mengen an Verzweigungspunkten.